# Allomengea niyangensis
Allomengea niyangensis là một loài nhện trong họ Linyphiidae. Loài này được phát hiện ở Trung Quốc.